# Tomáš Voženílek

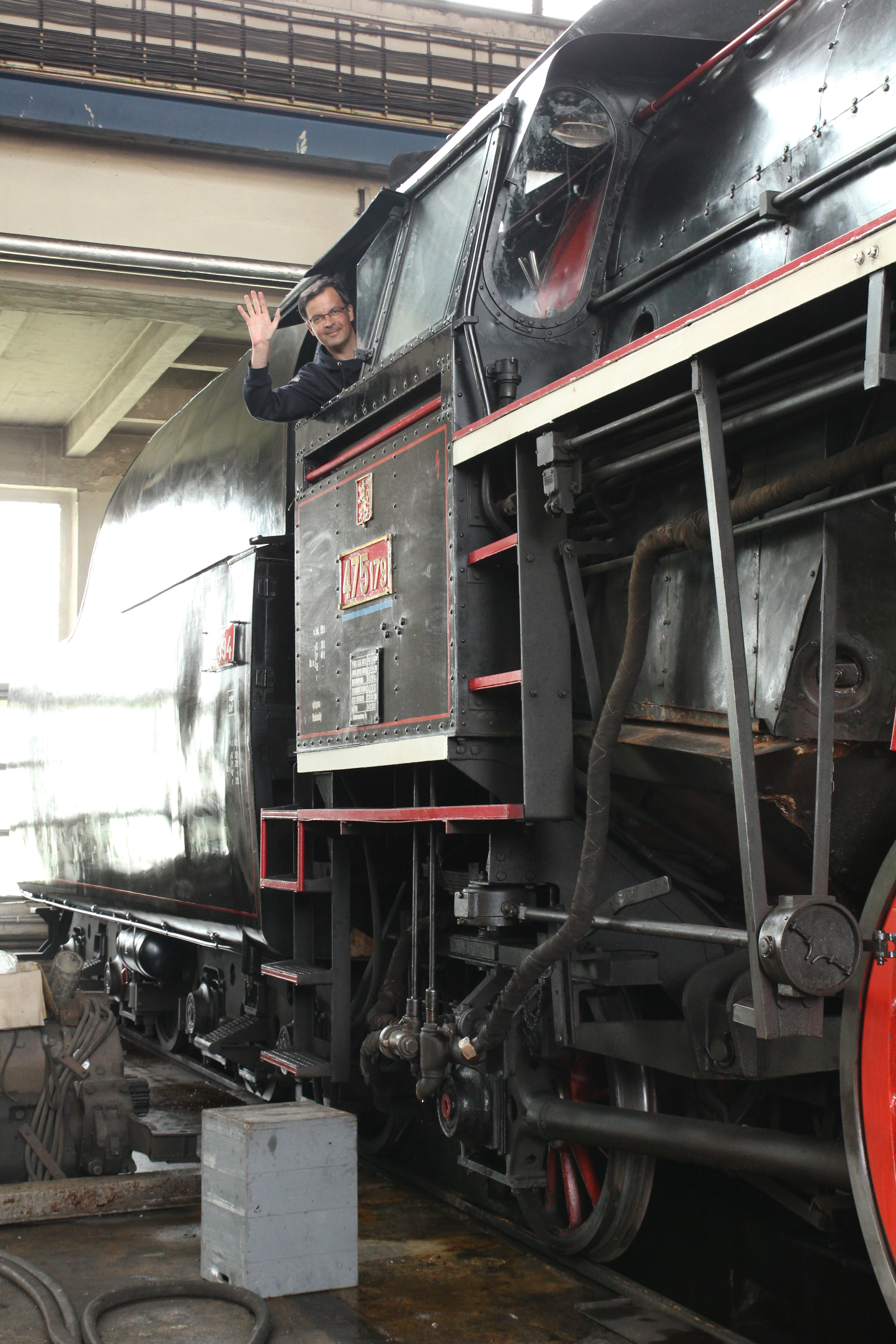
Tomáš Voženílek v lokomotivě 475.179 při natáčení dokumentu o Albatrosu 498.112

Tomáš Voženílek (11. října 1980 Lázně Kynžvart – 8. ledna 2023) byl český rozhlasový a televizní moderátor, scenárista a režisér.
Vystudoval sociální a masovou komunikaci na Univerzitě Jana Amose Komenského v Praze.
V Českém rozhlase začínal v roce 2000 jako zprávař. Stálou spolupráci s rozhlasem zahájil v roce 2002. Nejprve působil na ČRo Regina, poté na ČRo Radiožurnál a ČRo Dvojka. Na Dvojce moderoval pořady Dobré jitro (později Dobré ráno), Host do domu, Káva o čtvrté, Kolotoč, Noční mikrofórum a Nokturno nejen pro osamělé. Pro stejnou stanici připravoval rozhlasové dokumenty ze série Úžasné životy. Působil i na stanici ČRo Pohoda.
Kromě Českého rozhlasu spolupracoval i s Českou televizí. Coby reportér, scenárista či režisér se podílel na cyklech 13. komnata, Fokus ČT24, Retro, a Objektiv. Se Zuzanou Tvarůžkovou moderoval pořad Highlight.
Věnoval se rovněž namlouvání audioknih.
Zemřel 8. ledna 2023 po těžké nemoci.